# Григонис, Матас
Матас Григонис (литературный псевдоним — Свирно Жвине), (лит. Matas Grigonis; 1889 — 7 января 1971, Вильнюс) — литовский писатель, поэт, переводчик, педагог.

## Биография
Родился в д. Мишкинияй (ныне Лаздийского района Алитусского уезда Литвы), у границы с Польшей и Белоруссией.
В 1900—1907 гг. обучался в Митавской и Виленской мужских гимназиях. С 1907 года работал учителем в Паневежисе.
Во время Первой мировой войны был эвакуирован в Россию, преподавал в литовских школах Кинешмы, Воронежа, Ярославля.
В 1920—1925 гг. вновь учительствовал в Паневежском уезде. Был в числе создателей, а затем председателем и режиссёром Паневежеского общества любителей-артистов. Специально перевёл для постановки пьесу И. Котляревского «Наталка-Полтавка».
В 1925—1929 — в Розалимо, 1929—1934 — заместитель директора прогимназии в Аникшчяй.
В 1934 году поселился в Паневежисе.

## Творчество
Матас Григонис — детский писатель. Автор более 40 книг для детей, стихов, рассказов и очерков (под псевдонимами Свирно Жвине, Матас Гожелис и др.).
Дебютировал в 1911 году. В 1913 году опубликовал сборник стихов «Kvietkelis» — первую книгу литовской детской поэзии. Основные темы произведений — воспитание детей, родная природа, любовь к родине.
Издал в свободном переводе на литовский язык ряд детских произведений, написанных Х. Андерсеном, Л. Толстым, И. Тургеневым, И. Котляревским и другими писателями.
Написал мемуары (в рукописи). Его труды сейчас хранятся в фондах литовской литературы и фольклора библиотеки Академии наук Литвы.

## Избранная библиография
1. Matuko dirva (sulig Vučetičiu). 1911
2. 200 žaidimų. 1911
3. Vaikų žaidimai, 1912
4. Kvietkelis, 1913
5. Rūtelių darželis. , 1913
6. Katriutės gintarai. , 1913
7. Linksmos dienos., 1913
8. Verpėja po kryžiumi. , 1913
9. Nastutė (Natalka Poltavka). , 1913
10. Trys legendos., 1913
11. Sulig naująja mada. ,
12. Pinigų nėr , 1913
13. Jonukas ir Marytė. , 1913
14. Šeimyniškiems vakarėliams pramogėlė., 1914
15. Vaikų draugas. , 1914
16. Karvelidė. , 1914
17. Smagūs žaidimai. , 1914
18. Nykštukas. , 1914
19. 200 žaidimų. , 1914
20. Suredaguotas «Panevėžio kalendorius», 1914
21. Suredaguotas kalendorius «Draugas», 1915
22. Širdis. Iš E. Amičio vertimas. , 1915
23. Šeimyniškiems vakarėliams pramogėlė., 1918
24. Kalbamokslis lietuviams rusų kalbos išmokti. , 1918
25. Žaidimų vainikas. , 1919
26. Mūsų rašybos klausimu. , 1920
27. Dailiosios literatūros keliais. , 1924
28. Laisvė ir grožis. , 1927
29. Dorovės dėstymas mokykloje. , 1927
30. Pelenė. , 1933
31. Į vaikučių širdis. , 1933
32. Vaikų džiaugsmui. , 1935
33. Algimantėlio metai. , 1936
34. Alkanas Donžuanas. , 1936
35. Tau, Tėvyne. Eilėraščiai. , 1937
36. Gėlių kalba darželyje. , 1938
37. Balsai. Eilėraščiai. , 1939
38. Pas vargą svečiuose. , 1939
39. Abituriento daina. , 1939
40. Paukščiuose. , 1940
41. Žemuogėlės. , 1960
42. 200 игр. Игры. Хороводы. Танцы. Балы"., 1988.